# 피오트르 지와
피오트르 파베우 지와(폴란드어: Piotr Paweł Żyła, 1987년 1월 16일~)는 폴란드의 스키점프 선수이다. 2014년 동계 올림픽에 폴란드 국가대표로 참가하였으며, 2017년 세계 선수권 대회에서 단체전 금메달, 2021년 세계 선수권 대회에서 노멀힐 개인전 금메달을 획득하였다.